# Lugna Klassiker
Lugna Klassiker är en kommersiell radiostation i Sverige. Stationen drivs av Bauer Media och började sändas 2018. Fram till och med 12 januari 2022 sände stationen på frekvensen 104,7 Mhz i Stockholm, som tidigare användes av Lugna Favoriter. 13 januari lanserades Radio Disney på frekvensen, vilket innebar att Lugna Klassiker blev en digital kanal.